# Franz Mohr (Konzerttechniker)

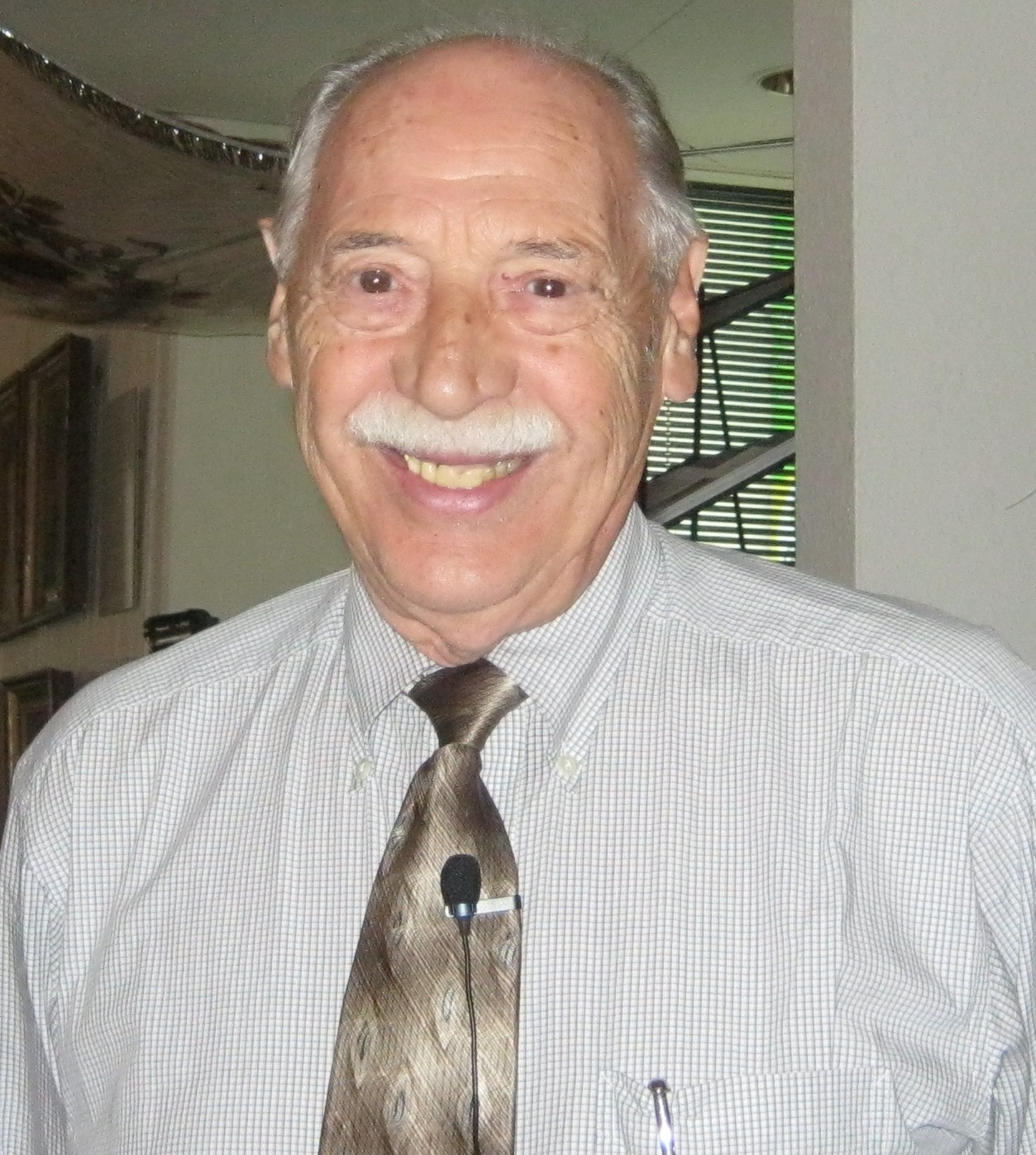
Franz Mohr (2012)

Franz Mohr (* 17. September 1927 in Nörvenich; † 27. März 2022) war ein deutsch-amerikanischer Klaviertechniker und Autor. Seine Bücher und Vorträge über die Zusammenarbeit als Chef-Klaviertechniker der Firma Steinway & Sons mit großen Pianisten wie Vladimir Horowitz, Artur Rubinstein, Emil Gilels, Swjatoslaw Richter, Rudolf Serkin, Claudio Arrau, Glenn Gould, Maurizio Pollini u. a. machten ihn einer breiteren Öffentlichkeit bekannt.

## Kindheit und Jugend
Franz Mohr wurde in Nörvenich als Sohn des Posthalters Jakob Mohr und dessen Ehefrau Christina Stork geboren. Da sein Vater eine Stelle bei der Post in Düren bekam, zog die Familie schon sehr früh nach Düren und wohnte dort im Hause Eintrachtstraße 47, heute Sachsenstraße. Dort erlebte Mohr den schweren Luftangriff vom 16. November 1944. Zu diesem Zeitpunkt hatte er gerade ein paar Tage beim Reichsarbeitsdienst (RAD) frei bekommen. Mohr war damals zu Schanzarbeiten in der Nordeifel eingesetzt und in der Schule in Boich untergebracht. Er wuchs in Düren auf und besuchte dort die Südschule. Später studierte er an der Musikhochschule in Köln und auch sieben Semester Geige und Bratsche an der Musikhochschule Detmold. Wegen immer wiederkehrenden Sehnenscheidenentzündungen musste er das Studium beenden. Durch eine Anzeige in der Fachzeitschrift Neue Musikzeitung kam er an die Firma Ibach in Schwelm. Dort begann er eine Lehre als Klavierbauer.

## Konzerttechniker
1956 wechselte er als Konzerttechniker zur Steinway-Niederlassung in Düsseldorf. 1962 emigrierte Mohr mit seiner Familie nach New York. Er fand eine Stelle bei dem Klavierbauer Steinway & Sons; er assistierte dem Chefkonzerttechniker Bill Hupfer und wurde 1968 nach dessen Pensionierung sein Nachfolger. Damit wurde Mohr Herr der berühmten Konzertflügelbank im Untergeschoss der New Yorker Steinway Hall.
Mohr begleitete fast 30 Jahre lang Pianisten zu ihren Auftritten in alle Welt und bereitete die Steinway-Flügel vor, z. B. Arthur Rubinstein, Rudolf Serkin, Vladimir Horowitz (von 1962 bis 1989) oder Glenn Gould. Vladimir Horowitz, selbst ein Einwohner New Yorks wie Franz Mohr, soll in seinen späten Jahrzehnten ausschließlich Franz Mohr an seine Konzertflügel gelassen haben. Da Horowitz bei Konzerten auf Vorkasse in Bargeld unmittelbar vor Konzertbeginn bestand, wurde es auch zur Aufgabe Franz Mohrs, während des Konzertes auf den Koffer mit Bargeld acht zu geben.
Die Arbeit des Konzerttechnikers insbesondere für anspruchsvolle Pianisten wie Gould und Horowitz, die nach Mohrs Aussage zudem von der Wirkungsweise der Klaviermechanik nichts verstanden, war nicht einfach, da beide auf einer Regulierung der Flügelmechanik bestanden, die weitab von der Werksspezifikation war und die Spielart des jeweiligen Flügels so veränderte, dass sie den individuellen Vorlieben der beiden Pianisten entsprach. Beide verlangten ein niedriges Spielgewicht (46 Gramm), ein hohes Aufgewicht und besonders Horowitz eine sehr schnelle Repetition, die mittels einer extrem gespannten Repetierfeder erreicht wurde. Gould zwang seine Techniker sogar dazu, einen Fehler zu dulden, den berühmten „Schluckauf“ („hickup“), ein Trommeln der Flügelhämmer bei bestimmter Anschlagsstärke, das normalerweise mittels einer richtigen Einstellung des Fängers und des sogenannten Nachdrucks vermieden wird. Mohr war auch einer der Haupt-Leidtragenden der zwanzigjährigen Krise bei Steinway New York um die Teflon-Buchsen in den Mechaniken: Sie wurden 1962 eingeführt, verursachten aber dann im Frühjahr und Herbst Probleme. Es kam oft zu einer Geräuschentwicklung der Repetitionen und Hammerstiellagerungen. Diese Geräuschentwicklung ist insbesondere bei Pianissimo-Passagen sehr störend. Der Ärger der Konzertpianisten landete teils bei Franz Mohr.

## Ruhestand, Persönliches
1992 wurde Mohr pensioniert. Seine Arbeit als Chefkonzerttechniker wurde von Ronald Coner fortgesetzt, der zuvor als Mohrs Assistent arbeitete. Mohr war später noch für die Pianisten Maurizio Pollini und András Schiff tätig. Er war auch noch Berater und Gutachter von Steinway & Sons.
Franz Mohr war jahrzehntelang im Besitz eines kleinen Flügels Steinway M-170, den er in defektem Zustand erworben und selbst restauriert hatte.
Franz Mohr war gläubiger Baptist. Er wohnte mit seiner Frau Elisabeth im New Yorker Stadtteil Brooklyn. Aus der Ehe gingen die Tochter Ellen und die Söhne Peter und Michael hervor, die beide auch bei Steinway & Sons arbeiten. Sein Sohn Michael leitet in der Rikers-Fabrik nahe dem Flughafen LaGuardia den Instrumentenbau: in das angelieferte „Möbelstück“ die Klanganlage einzubauen, alles einzustellen und zu regulieren – die wichtigste Abteilung des Werkes.
Franz Mohr hielt in aller Welt vielbeachtete Vorträge über seine Arbeit für die großen Pianisten und gab Technikerseminare. Er arbeitete in dieser Eigenschaft für Steinway & Sons. Seine Vorträge in Europa führte er in enger Zusammenarbeit mit der internationalen Musikerorganisation Crescendo durch.
Franz Mohr starb im März 2022 an den Folgen einer COVID-19-Erkrankung.

## Schriften
- mit Edith Schaeffer: My Life with the Great Pianists. Baker Book House, 1996, ISBN 0-8010-5710-8.
- mit Beat Rink: Große Maestros, hinter der Bühne erlebt. Brunnen, Basel 2003, ISBN 3-7655-1329-6.
- mit Beat Rink: Mich umgibt ein großer Klang. Brunnen, Basel 2008, ISBN 978-3-7655-1988-8 (Interviews mit 20 Persönlichkeiten aus der Musikwelt).
- mit Beat Rink: Mein Leben mit den großen Pianisten. Interview-Hörbuch (4CDs). Brunnen, Basel 2010, ISBN 978-3-7655-8750-4.
- mit Beat Rink: My Life with the Most Famous Pianists. Interview-Audiobook (4 CDs). Brunnen, Basel 2010, ISBN 978-3-7655-8749-8.
- mit Beat Rink: Am Anschlag der grossen Maestros. Brunnen, Basel 2013, ISBN 978-3-7655-1608-5 (revidierte und stark erweiterte Neuauflage von Große Maestros, hinter der Bühne erlebt).

Übersetzungen der Bücher erfolgten ins Japanische, Chinesische, Lettische, Spanische, Russische, Schwedische und Italienische.